# Philip Levine (Mediziner)
Philip Levine (* 10. August 1900 in Kletsk bei Minsk; † 18. Oktober 1987 in New York) war ein US-amerikanischer Immunologe und Hämatologe, dessen klinische Forschungen das Wissen über den Rhesusfaktor, die fetale Erythroblastose (Morbus haemoliticus neonatorum) als Inkompatibilität im Rhesus-System und die Bluttransfusion erweiterten.

## Leben und Wirken
Levine wurde als sechstes von sieben Kindern einer jüdischen Familie in Weißrussland geboren. Die Familie litt unter dem Antisemitismus im damaligen Russland und wanderte 1908 in die USA aus, änderte ihren Namen in Levine und ließ sich in Brooklyn nieder. Dort absolvierte Philip 1916 die High School und erwarb 1919 nach einem viermonatigen Militärdienst, der mit dem Waffenstillstand endete, seinen Bachelor am City College, New York. Anschließend schrieb er sich an der Medizinischen Fakultät der Cornell University in Ithaca, New York ein, wo er nach drei Jahren seinen Abschluss machte. Bereits hier war sein Hauptinteresse auf die Blutgruppen gerichtet. Nach seinem Abschluss erhielt er ein dreijähriges Stipendium für Allergieforschungen unter dem Allergologen Arthur Fernandez Coca (1875–1960), dem Gründer des Journal of Immunology, wobei Levine in der Hauptsache mit dem neu entdeckten Prausnitz-Küstner-Versuch befasst war und nach der Veröffentlichung seiner Ergebnisse 1925 den Master erwarb.
1925 wurde Levine Assistent von Karl Landsteiner am Rockefeller Institute, New York und die Arbeit mit Landsteiner bezeichnete Levine später als prägend für seine eigene wissenschaftliche Methodik. Gemeinsam entdeckten die beiden Forscher 1927 die Antigene M und N als Grundlage für das neben dem AB0-System ein weiteres wichtiges Blutgruppensystem, nämlich das MNS-System.
Bis 1929 war es Landsteiner und Levine gelungen, beim Menschen 72 Phänotypen von roten Blutkörperchen aufgrund ihrer serologischen Reaktionen mit den Antigenen zu unterscheiden.
Als Levine 1932 New York verließ, vereinbarte er mit Landsteiner, keine weiteren Forschungen zu den Blutgruppen zu unternehmen. Er widmete sich vielmehr in den nächsten drei Jahren an der University of Wisconsin–Madison Forschungen an Bakteriophagen. Seiner Arbeit ist es auch zu verdanken, dass in Wisconsin ein Gesetz beschlossen wurde, das Gerichten die Anordnung von Bluttests bei Vaterschaftsstreitigkeiten erlaubte.
Ab 1935 arbeitete Levine als Bakteriologe und Serologe am Newark Beth Israel Hospital in New Jersey, wo er schwerpunktmäßig mit der Forschung zu Bluttransfusionen und ihren 1939 zusammen mit Rufus E. Stetson wichtige Forschungsergebnisse veröffentlichte: Die beiden Forscher hatten sich 1937 mit einem tot geborenen Kind beschäftigt, das an Morbus haemoliticus neonatorum gestorben war und sie stellten erstmals fest, dass eine Mutter Blutgruppen-Antikörper entwickeln kann aufgrund der Immunantwort auf die roten Blutkörperchen ihres Fetus. 1941 war Levine die Aufklärung der fetalen Erythroblastose als Inkompatibilität im Rhesus-System gelungen.

## Auszeichnungen
Auszug aus der vollständigen Liste in der Giblett-Veröffentlichung S. 335f.
- 1944 Fellow beim American College of Physicians
- 1946: Albert Lasker Award for Clinical Medical Research, den Levine zusammen mit Karl Landsteiner und Alexander Solomon Wiener für ihre Forschungen zum Rhesusfaktor, zum Morbus hemolyticus neonatorum und zur Bluttransfusion erhielt
- 1951: Preis der Passano-Stiftung
- 1956: AABB-Karl-Landsteiner-Preis
- 1956: Townsend-Harris-Medaille, der Alumni Association des New York City College
- 1959: Verdienstmedaille des Niederländischen Roten Kreuzes
- 1960: Johnson Medaille für Forschung und Entwicklung auf dem Gebiet der Immunhämatologie
- 1961: Lebenslange Mitgliedschaft in der Harvey Society
- 1964: Erster Franz-Oehlecker-Preis von der Deutschen Gesellschaft für Bluttransfusion
- 1965: Medaille des Deutschen Roten Kreuzes
- 1966: Aufgenommen in die National Academy of Sciences
- 1966: Clemens-von-Pirquet-Goldmedaille vom siebten Allergieforum
- 1967: Ehrendoktor der Michigan State University
- 1975: William Allan Award
- 1978: Ehrenmitglied der Internationalen Gesellschaft für Bluttransfusion
- 1978: Ehrenmitglied der New York Academy of Sciences
- 1980: Karl Landsteiner Goldmedaille des niederländischen Roten Kreuzes
- 1983: Ehrendoktor der University of Wisconsin

## Nachlass
1969 wurde von der American Society for Clinical Pathology (ASCP) ein nach Levine benannter Preis für klinische Forschung geschaffen, der Philip Levine Award. Die Deutsche Gesellschaft für Transfusionsmedizin und Immunhämatologie vergibt einen Philip-Levine-Preis an „innovative Wissenschaftler“ in der Immunhämatologie und ihren Grenzgebieten.